# Aristolochia schulzii
Aristolochia schulzii är en piprankeväxtart som beskrevs av Ahumada. Aristolochia schulzii ingår i släktet piprankor, och familjen piprankeväxter. Inga underarter finns listade i Catalogue of Life.